# Харабадзе, Зоя Марковна
Зоя Марковна Харабадзе (урождённая Бранд; 1 мая 1932, Одесса — 16 января 2018, Одинцовский район, Московская область) — советская эстрадная певица (сопрано), композитор и автор песен.

## Биография
В 1953 году окончила дирижёрско-хоровое отделение Музыкального училища при Московской консерватории.

В 1960 году стала художественным руководителем вокального квартета «Аккорд», активно работавшего на эстраде в 1960—1988 годах. В 1969 году Зою Харабадзе включили в британскую энциклопедию «Иудаика», как выдающуюся эстрадную исполнительницу. 

Выступала также как композитор — автор песен и романсов. Одновременно сочиняла и стихи к некоторым своим песням. Её «перу» принадлежат вокальные аранжировки иностранных песен для квартета «Аккорд»: «Я начал жизнь в трущобах городских…» (русская версия песни бразильского барда Доривала Каимми из кинофильма «Генералы песчаных карьеров»), «Возвращайся» (алжирская песня, музыка А. Гарриса, слова Э. Массиаса, русский текст Ю. Цейтлина), «Прекрасные девушки» (К. Кротиль — И. Пикейзова) и др.
Зоя Харабадзе вместе со своим мужем Шотой проживала в Москве, ул. Малая Грузинская д. 28 — в том же доме, где жил Владимир Высоцкий. А в последние годы — в подмосковном доме с дочерью и внучкой.
Последнее появление Зои Харабадзе на телевизионном экране было в 2012 году в передаче «Тайны советского кино. Семь стариков и одна девушка», где есть кадры с её комментариями и небольшая справка о квартете «Аккорд».
Умерла 16 января 2018 года. Похоронена на Аксиньинском кладбище рядом с мужем.

## Семья
- Муж — Владислав Яковлевич Куликов (1931—1994). Был военным инженером в Минсредмаше.
  - Дочь — Елена Владиславовна Русланова (род. в 1955), певица. Как и мать окончила дирижёрско-хоровое отделение Музыкального училища при Московской консерватории (1973—1977)[2]. Работала в ВИА «Москвички», ВИА «Музыка» и других ансамблях. С 1981 года — солистка Москонцерта. Лауреат Всесоюзного конкурса молодых исполнителей советской песни (1981).
    - Внучка Анна, преподаватель иностранного языка.
- Муж — Шота Георгиевич Харабадзе (1934—2002), певец, солист вокального квартета «Аккорд», Заслуженный деятель культуры Грузинской ССР.

## Избранные сочинения
- «Вальс ветеранов» (слова Инны Кашежевой)
- «Верхом на урагане» (слова Карины Филипповой)
- «Всё на планете мудро» (слова Наума Олева)
- «Всегда со мной» (слова Виктора Соколова)
- «Выберем путь такой» (слова Игоря Шаферана)
- «Давай присядем и поговорим» (слова Виктора Соколова)
- «Добрый свет» (слова Изабеллы Вербовой)
- «Загляни в глаза» (слова Зои Харабадзе)
- «Зачем ко мне приходишь ты во сне?» (слова Карины Филипповой)
- «Мама» (слова Изабеллы Вербовой)
- «Моей судьбы алмаз» (слова Виктора Соколова)
- «На русском» (слова Инны Кашежевой)
- «Не унывай» (слова Изабеллы Вербовой)
- «По тропе» (слова Инны Кашежевой)
- «Пой с утра» (слова Михаила Пляцковского)
- «Прощай, прости» (слова Инны Кашежевой)
- «Снег летом» (слова Онегина Гаджикасимова)
- «Сосны» (слова Зои Харабадзе)
- «Счастья в покое нет» (слова Наума Олева)
- «Уходит время» (слова Инны Кашежевой)
- «Хитрый» (слова Онегина Гаджикасимова)
- «Хочу любить» (слова Изабеллы Вербовой)
- «Элегия» (слова Карины Филипповой)

## Фильмография

### Роли в кино
1970 — «Бушует «Маргарита»» (певица вокального квартета «Аккорд»)

1969 — «Похищение» (артистка Харабадзе)

1967 — «На два часа раньше» (певица вокального квартета «Аккорд»)

1965 — «В первый час» (в составе квартета «Аккорд» исполняет песню «Пингвины»)

1963 — «Голубой огонёк-1963» (участница квартета «Аккорд»)

1962 — «Как рождаются тосты»

1958 — «Девушка с гитарой» (продавщица)

1956 — «Карнавальная ночь» (участница вокального квартета «Аккорд»)

### Озвучивание
1972 — «Новогодняя сказка (мультфильм)». Песня «Ёлочка-ёлка — лесной аромат» (сл. Игоря Шаферана, музыка сл. О. Фельцмана)

### Вокал
1978 — Песня «Твой поезд отходит» из телефильма «Голубка» (1978 г.). Музыка — Геннадий Гладков, стихи — Мария Потоцкая. Поёт вместе с Олегом Анофриевым, Татьяной Дасковской, Леонидом Серебренниковым (исполнители дискутируются). За кадром.

1974 — Песня «Во все века» из кинофильма «Большой аттракцион» (1974 г.). Музыка — Геннадий Подэльский, стихи — Леонид Дербенёв. Поёт вместе с вокальным квартетом «Аккорд». За кадром.

1974 — Песня «Не верь» из кинофильма «Большой аттракцион» (1974 г.). Музыка — Геннадий Подэльский, стихи — Леонид Дербенёв. Поёт вместе с вокальным квартетом «Аккорд». За кадром.

1974 — Песня «Сон» из кинофильма «Большой аттракцион» (1974 г.). Музыка — Геннадий Подэльский, стихи — Леонид Дербенёв. За кадром.

1974 — «Романс о влюблённых» (Вместе с Александром Градским — песня «Любовь»)

1973 — Песня «Ваня скоморох» из художественного фильма «Исполняющий обязанности» (1973 г.). Музыка — Валерий Зубков, стихи — Борис Пургалин. Поёт вместе вокальным квартетом «Аккорд». За кадром.

1971 — «12 стульев» (Вокальный квартет «Аккорд»)

1969 — Песня «Ты погоди» из кинофильма «Последние каникулы» (1969 г.). Музыка — Павел Аедоницкий, стихи — Игорь Шаферан. Поёт вместе с Олегом Анофриевым. За кадром. 

1968 — Песня «Совершите чудо» из кинофильма «Семь стариков и одна девушка» (1968 г.). Музыка — Евгений Птичкин, стихи — Михаил Пляцковский. Поёт вместе с Владиславом Лынковским и вокальным квартетом «Аккорд». За кадром.

1968 — «Встречи на рассвете» (квартет «Аккорд», песня «Всё потому»)

1968 — «Белый рояль» (квартет «Аккорд» — песни «Едем мы», «Гарем»)

1968 — «Ангел в тюбетейке» (песня «Одиссей»)

1967 — Песня «У всех по-разному» из телефильма «Зареченские женихи». Музыка — Евгений Птичкин, стихи — Игорь Шаферан. Поёт вместе с Владиславом Лынковским. За кадром.

1966 — «Саша-Сашенька» («Песня о космосе»).

1966 — Песня «В небе заблудилась луна» из кинофильма «Нужный человек» (1966 г.). Музыка — Александр Зацепин, стихи — Анатолий Горохов. За кадром.

1956 — «Карнавальная ночь» (квартет «Аккорд», песня «Хорошие девчата»)

### Телевизионные программы
2012 — «Тайны советского кино. Семь стариков и одна девушка»

2008 — «По волне моей памяти. Зоя Харабадзе. Квартет Аккорд»

24.12.2007 — «Рождённые в СССР. Зоя Харабадзе. Квартет Аккорд»